# Greg Bell
Gregory Curtis Bell, detto Greg (Terre Haute, 7 novembre 1930 – Logansport, 25 gennaio 2025), è stato un lunghista statunitense, vincitore della medaglia d'oro ai Giochi olimpici di Melbourne 1956.

## Biografia
Ai Giochi della XVI Olimpiade vinse l'oro nel salto in lungo superando il connazionale John Dale Bennett (medaglia d'argento) e il finlandese Jorma Valkama.
Studiò all'Università dell'Indiana, e una volta terminata la carriera agonistica divenne dentista.

## Palmarès
| Anno | Manifestazione  | Sede      | Evento         | Risultato | Prestazione | Note |
| ---- | --------------- | --------- | -------------- | --------- | ----------- | ---- |
| 1956 | Giochi olimpici | Melbourne | Salto in lungo | Oro       | 7,83 m      |      |